# Авл Ліциній Нерва (народний трибун)
Авл Ліциній Нерва (*Aulus Licinius Nerva, 1 січня 205 до н. е.  —після 166 до н. е.) — політичний діяч Римської республіки.

## Життєпис
Походив з плебейського роду Ліциніїв Нервів. Син Гая Ліцинія Нерви. Розпочав політичну діяльність разом з братами Публієм та Гаєм. У 177 році до н. е. разом з братом Гаєм Ліцинієм Нервою обирається народним трибуном. Під час своєї каденції спільно з братом та іншим народним трибуном Гаєм Папірієм Турбоном виступав проти дій проконсула Авла Манлія Вульсона, що не зовсім успішно діяв проти іллірійського племені істрійців. Підтримав пропозицію не продовжувати імперій Вульсона. Але на законопроєкт було накладено вето іншим народним трибуном Гаєм Авлієм.
У 171 році до н. е. перебував у складі посольства (comissionat) разом з Авлом Постумієм Альбіном і Гаєм Децимієм на Крит за допоміжними військами для армії Публія Ліцинія Красса. У 169 році до н. е. за рекомендацією Луція Емілія Павла увійшов до складу комісії (спільно з Гнеєм Доміцієм Агенобарбом та Луцієм Бебієм) для з'ясування військової ситуації в Греції і Македонії. Ймовірно згодом продовжив службу під орудою Емілія Павла та брав участь у битві біля Підни 168 року до н. е.
У 166 році до н. е. обирається претором (вслід за братом Гаєм) провінції Ближня Іспанія. Подальша доля невідома.

## Родина
- Авл Ліциній Нерва, претор 143 або 142 року до н. е.